# Moli
El moli (en grec antic: μῶλυ, mōly) és una herba màgica de la mitologia grega. És mencionada per primer cop al llibre 10 de l'Odissea d'Homer. A la narració d'Homer, Hermes entrega la planta a Odisseu perquè se la prengui, de manera que el protegeixi contra l'encantament de Circe quan l'heroi va a salvar els seus companys, a qui la deessa fetillera ha transformat en porcs.
Homer descriu que l'herba té l'arrel negra i una flor completament blanca. Des de l'antiguitat hi ha hagut intents d'autors com Plini el Vell per identificar la planta amb alguna de real. Teofrast relacionà el nom de moli amb el nom comú d'una espècie d'all molt robust, Allium nigrum. En una tradició al·legòrica tardana se l'assimilava al logos entre els estoics o a la paideia entre els neoplatònics.
S'ha relacionat el nom de la planta amb la paraula en sànscrit mūlam ('arrel'), fet que, si és correcte, apuntaria a un terme indoeuropeu relacionat amb la màgia. El 1983 un estudi de Plaitakis i Duvoisin la va relacionar relacionó la planta con el lliri de neu (Galanthus nivalis L.) Historiadors mèdics han especulat que la transformació en porcs de l'obra no era literal, sinó que es referia a una intoxicació anticolinèrgica. Entre els símptomes hi ha l'amnèsia, al·lucinacions i deliris. El lliri de neu conté galantamina, que és un anticolinesteràsic i, per tant, pot contrarestar els anticolinèrgics.